# Shemshat Tuliayeva
Shemshat Tuliayeva (* 4. Februar 1984) ist eine ehemalige belarussische Gewichtheberin.

## Karriere
Tuliayeva erreichte bei den Weltmeisterschaften 2009 in Goyang in der Klasse bis 69 kg den neunten Platz im Zweikampf. Im Reißen war sie Vierte und hob dabei genau wie die Bronzemedaillengewinnerin Zhang Shaoling 110 kg, der sie nur aufgrund des um 330 Gramm höheren Körpergewichts unterlag. 2010 wurde sie bei den Europameisterschaften in Minsk Dritte. Allerdings wurde sie bei der Dopingkontrolle positiv auf Clenbuterol getestet. Sie wurde disqualifiziert und vom Weltverband IWF für zwei Jahre gesperrt.